# St. Lullus-Sturmius

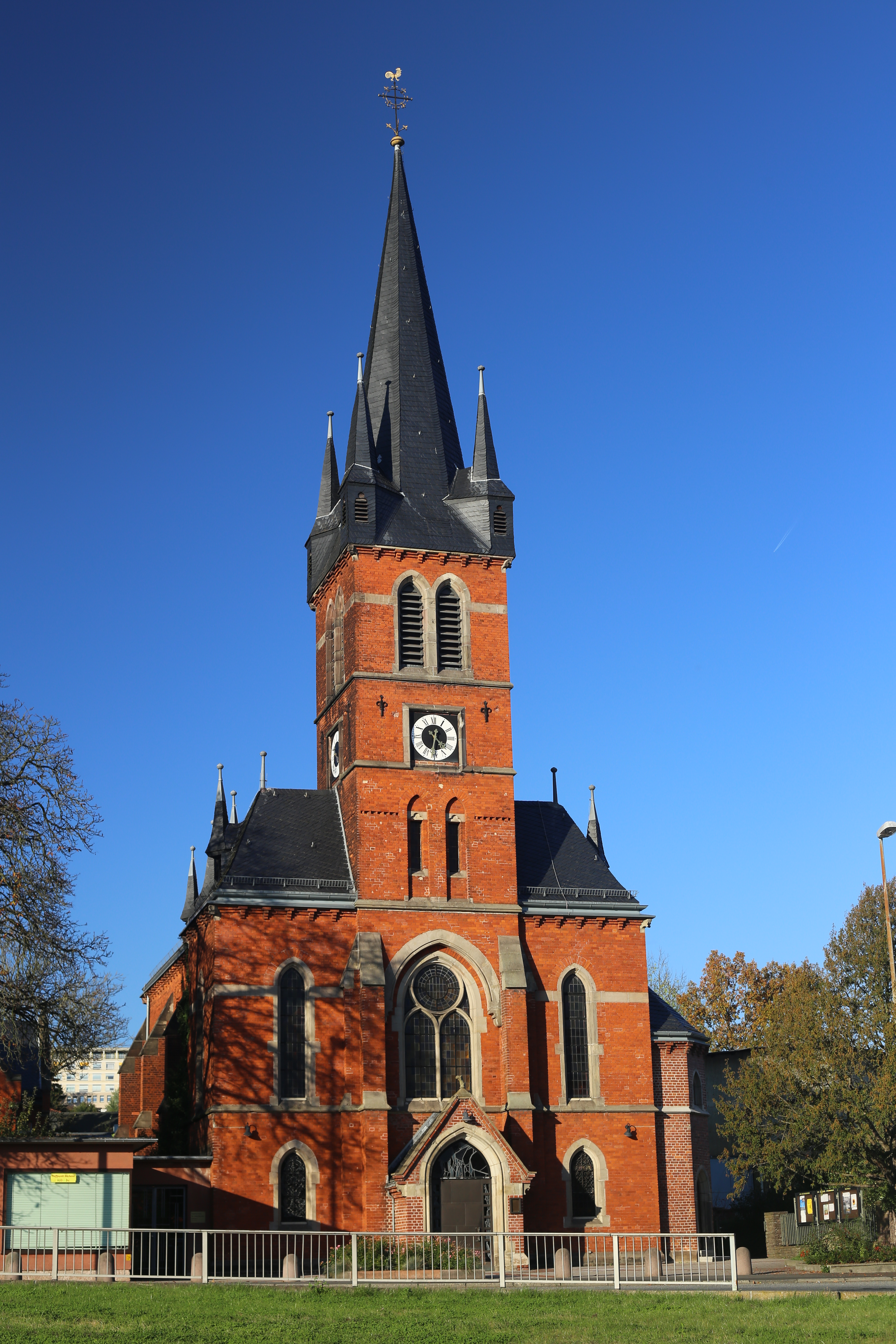
St. Lullus-Sturmius

St. Lullus-Sturmius ist eine römisch-katholische Pfarrkirche in Bad Hersfeld im Landkreis Hersfeld-Rotenburg von Hessen. Die Kirche gehört zur Pfarrgemeinde St. Lullus Bad Hersfeld/Niederaula-Kirchheim im Pastoralverbund St. Lullus Hersfeld-Rotenburg im Dekanat Eschwege-Bad Hersfeld des Bistums Fulda.

## Beschreibung

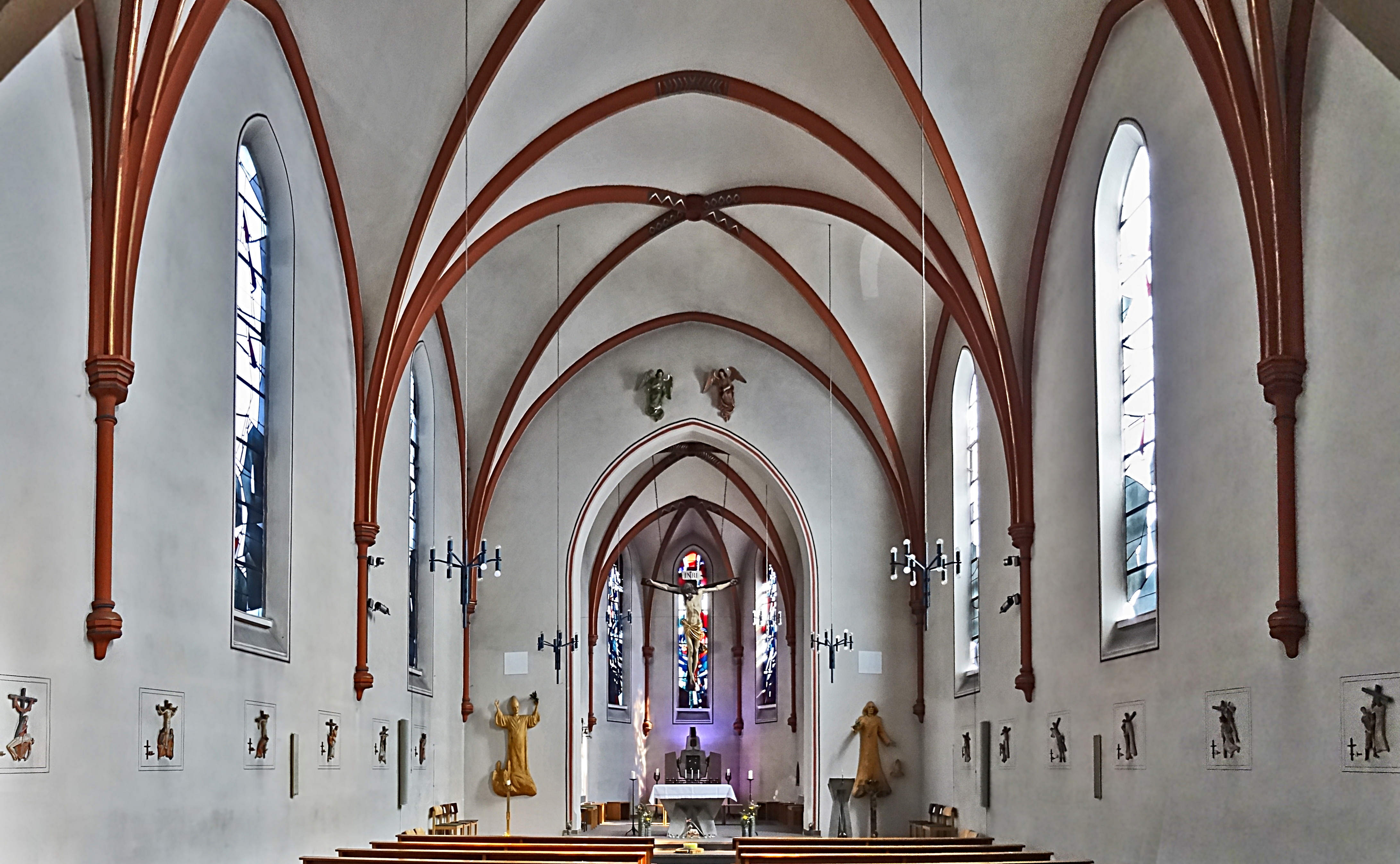
Innenansicht

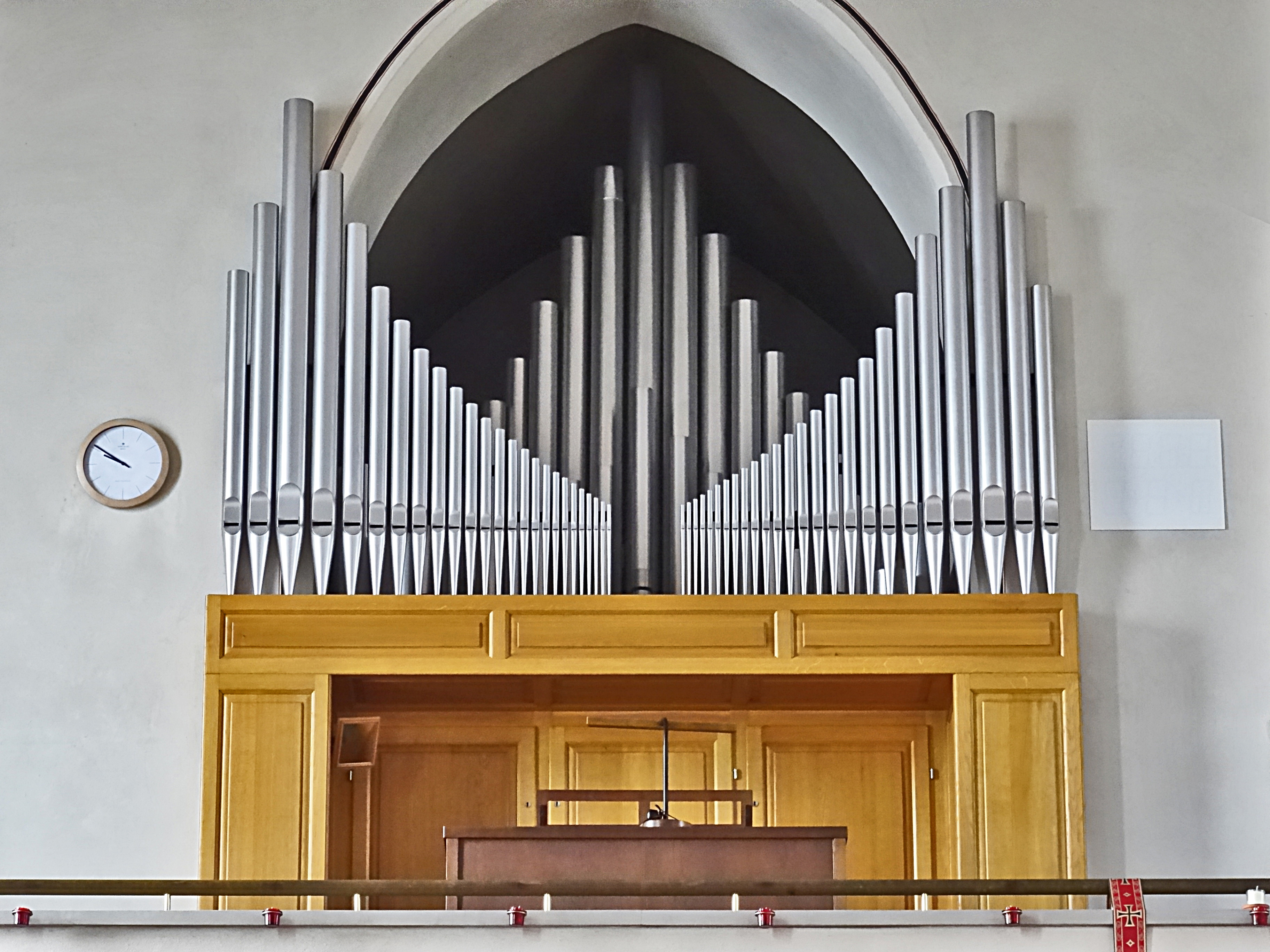
Klais-Orgel

Die neugotische Saalkirche mit dem Kirchturm im Süden, dem Langhaus aus 3 Jochen und dem eingezogenen Chor mit dreiseitigem Abschluss wurde 1886 nach einem Entwurf von Hugo Schneider gebaut. Die Wände werden von Strebepfeilern gestützt. Die Kirche ist nicht geostet. Die Fassade ist als zweigeschossiges Westwerk mit dem Kirchturm in der Mitte gestaltet, der mit einem schiefergedeckten, achtseitigen Helm bedeckt ist, der von Wichhäuschen flankiert wird. Der Innenraum ist mit einem Kreuzrippengewölbe überspannt. Von der ursprünglichen Kirchenausstattung sind nur noch Reste vorhanden, und zwar das Triumphkreuz, das Taufbecken und der Altar, der Maria geweiht ist. Die Orgel mit 18 Registern, 2 Manualen und einem Pedal wurde 1935 von Johannes Klais Orgelbau errichtet.